# Étienne Lauréault de Foncemagne
Étienne Lauréault de Foncemagne (Orléans, 8 maggio 1694 – Parigi, 26 settembre 1779) è stato uno scrittore e religioso francese.
Fu oratoriano e professore presso l'Académie des Inscriptions et belles-lettres nel 1722 e presso l'Académie française nel 1736.